# Stefano Accorsi
Stefano Lelio Beniamino Accorsi (ur. 2 marca 1971 w Bolonii) – włoski aktor filmowy i telewizyjny.

## Życiorys
W 1993 ukończył szkołę teatralną w Bolonii i rozpoczął karierę sceniczną. Debiutował na kinowym ekranie jako Matteo w dramacie Pupi Avatiego Bracia i siostry (Fratelli e sorelle, 1991) z Franco Nero. W 1994 dał się poznać dzięki spotowi reklamowemu marki lodów. Zwrócił na siebie uwagę pierwszoplanową rolą w dramacie Jack Frusciante opuszcza grupę (Jack Frusciante è uscito dal gruppo, 1995). Pojawił się w teledyskach grupy 883 do dwóch piosenek: „Una canzone d’amore” (1995) i „Senza averti qui” (1995).
W 1997 ukończył kurs przeprowadzony przez Nikolaia Karpova – Intensywne Seminarium Ruchu Scenicznego i Zastosowania Biomechaniki w Dramacie. Za postać Ivana 'Freccii' Benassiego w dramacie Radiofreccia (1998) odebrał włoską nagrodę filmową David di Donatello. Rola poety Dina Campany w romansie Michele Placido Podróż zwana miłością (Un viaggio chiamato amore, 2002) przyniosła mu Puchar Volpiego dla najlepszego aktora na 59. MFF w Wenecji, a krytycy nazwali go „nowym Mastroiannim”.
Kolejna rola mieszkającego wraz z barwną grupą przyjaciół w dzielnicy robotniczej homoseksualisty w dramacie On, ona i on (Le fate ignoranti, 2001), prezentowanym podczas 51. MFF w Berlinie, odniosła wielki sukces we Włoszech i w Turcji. Przyniosła ona Accorsiemu Srebrną Taśmę na MFF w Taorminie. W 2004 na 61. MFF w Wenecji, w ramach konkursu o nagrodę Złotego Lwa, publiczność wygwizdała film włoski Gdziekolwiek jesteś (Ovunque sei, 2004) w reżyserii Michele Placido, gdzie Accorsi zagrał postać rozczarowanego lekarza. 
Był na okładkach magazynów takich jak „D” (w październiku 2005), „Vanity Fair” (w styczniu 2010 i w maju 2017), „OK!” (w marcu 2011), „L’Uomo Vogue” (w marcu 2011), „Grazia” (w listopadzie 2016 i w kwietniu 2019), „GQ” (w marcu 2016) i „Maxim” (w grudniu 2019).
W 2003 był członkiem jury konkursu głównego na 60. MFF w Wenecji.

### Życie prywatne
W latach 1997–2002 był związany z aktorką Giovanną Mezzogiorno. W latach 2003–2013 był w związku z francuską modelką i aktorką Laetitią Castą ma syna Orlanda (ur. 21 września 2006) i córkę Athenę (ur. 29 sierpnia 2009).
Jest agnostykiem.

## Filmografia

### Filmy
- 1992: Un posto
- 1992: Bracia i siostry (Fratelli e sorelle) jako Matteo
- 1995: Nocne głosy (Voci notturne)
- 1996: Moje pokolenie (La mia generazione)
- 1996: Vesna va veloce
- 1996: Jack Frusciante opuszcza grupę (Jack Frusciante è uscito dal gruppo) jako Alex
- 1998: Radiofreccia jako Ivan 'Freccia' Benassi
- 1998: Mali nauczyciele (I piccoli maestri) jako Gigi
- 1998: Naja jako Tonino
- 1999: Poza prawem: Historia Horsta Fantazzininiego (Ormai è fatta!) jako Horst Fantazzini
- 1999: Un uomo perbene jako adwokat Raffaele Della Valle
- 2000: Kapitanowie kwietnia (Capitães de abril) jako Maia
- 2001: Tabloid
- 2001: Ostatni pocałunek (L’ultimo bacio) jako Carlo
- 2001: On, ona i on (Le fate ignoranti) jako Michele
- 2001: Santa Maradona jako Andrea
- 2001: Pokój syna (La stanza del figlio) jako pacjent
- 2002: Podróż zwana miłością (Un viaggio chiamato amore) jako Dino Campana
- 2004: Włoski romans (L’amore ritrovato) jako Giovanni
- 2004: Gdziekolwiek jesteś (Ovunque sei) jako Matteo
- 2005: Opowieść kryminalna (Romanzo criminale) jako komisarz Scialoja
- 2005: Provincia meccanica jako Marco
- 2006: To przez Fidela (La faute à Fidel) jako Fernando de la Mesa
- 2006: Brygady tygrysa (Les brigades du tigre) jako Achille Bianci
- 2007: Saturno contro. Pod dobrą gwiazdą (Saturno contro) jako Antonio
- 2008: Un baiser s'il vous plaît

### Filmy TV
- 1999: Più leggero non basta jako Marco
- 2002: Młody Casanova (Il giovane Casanova) jako Giacomo Casanova

### Seriale TV
- 2000: Wielka wygrana (Come quando fuori piove)
- 2002: Le ragioni del cuore